# Ryōma Ishida
Ryōma Ishida (japanisch 石田 崚真 Ishida Ryōma; * 21. Juni 1996 in Kosai) ist ein japanischer Fußballspieler.

## Karriere
Ishida erlernte das Fußballspielen in der Jugendmannschaften vom Kosai FC und Júbilo Iwata. Hier unterschrieb er im August 2015 auch seinen ersten Vertrag. Der Verein aus Iwata spielte in der zweiten japanischen Liga, der J2 League. 2015 wurde er mit dem Verein Vizemeister der Liga und stieg in die erste Liga auf. Für den Verein absolvierte er fünf Erstligaspiele. Die Saison 2018 und 2018 wurde er an den Zweitligisten Zweigen Kanazawa ausgeliehen. Für Zweigen absolvierte er 66 Zweitligaspiele. 2019 kehrte er zu Júbilo Iwata zurück. Im August 2019 wurde er bis Saisonende an den Zweitligisten Renofa Yamaguchi FC ausgeliehen. Für den Verein aus Yamaguchi absolvierte er 14 Ligaspiele. 2020 kehrte er zum Zweitligisten Júbilo Iwata zurück. Nach insgesamt elf Spielen für Iwata wechselte er 2021 zum Zweitligaaufsteiger SC Sagamihara. Mit dem Verein aus Sagamihara belegte man am Saisonende 2021 den 19. Tabellenplatz und stieg in die dritte Liga ab. Nach insgesamt 54 Ligaspielen wechselte er zu Beginn der Saison 2023 zum Zweitligaabsteiger Iwate Grulla Morioka.